# ميهاما-كو
ميهاما-كو (باليابانية: 美浜区) هو حي في اليابان، يقع في تشيبا، بلغ عدد سكانه 148,313 نسمة وذلك حسب إحصائيات سنة 2018، تبلغ مساحته 21.20 كيلومتر مربع.